# Mont Tokachi
Pour les articles homonymes, voir Tokachi.
Le mont Tokachi (十勝岳, Tokachidake) est un volcan du Japon situé sur l'île de Hokkaidō. Il est constitué de plusieurs stratovolcans et dômes de lave imbriqués culminant à 2 077 mètres d'altitude. Sa dernière éruption remonte à 2004 et celles de 1925 et 1962 ont provoqué des morts et des dégâts. Il fait partie de la liste des 100 montagnes célèbres du Japon.

## Toponymie
Le mont Tokachi est appelé en japonais 十勝岳 translittéré en Tokachi-dake, ou Tokachidake. Il est aussi appelé Tokati.

## Géographie

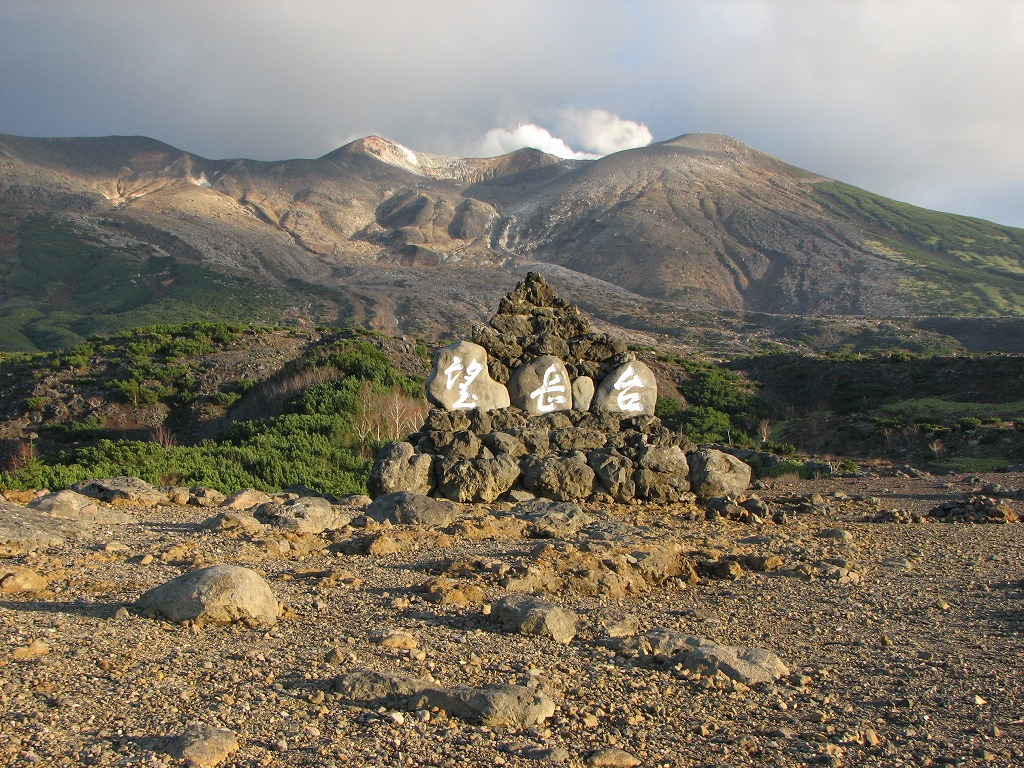
Vue du sommet du mont Tokachi avec le cratère actif depuis le point d'observation de Bogakudai.

Le mont Tokachi est situé dans le nord du Japon au centre de l'île de Hokkaidō, au nord-est de la ville de Furano. Administrativement, il se trouve dans les sous-préfectures de Kamikawa et Tokachi de la région et préfecture de Hokkaidō. Inclus dans le parc national de Daisetsuzan,, il est immédiatement entouré par le mont Kamihorokamettoku au sud-ouest et le mont Biei au nord-est.
Le mont Tokachi est composé de plusieurs stratovolcans et dômes de lave principalement andésitiques imbriqués et alignés selon un axe sud-ouest-nord-est,. Il recouvre un plateau datant du Pléistocène et composé de tuf. Les formations volcaniques les plus récentes sont situées dans le nord-est du mont Tokachi. Les pentes du volcan sont couvertes de cônes de cendre et de cratères. Le point culminant du volcan s'élève à 2 077 m d'altitude,,,. Son cratère principal est le Shin-fukako qui culmine à 1 680 mètres d'altitude.

## Histoire

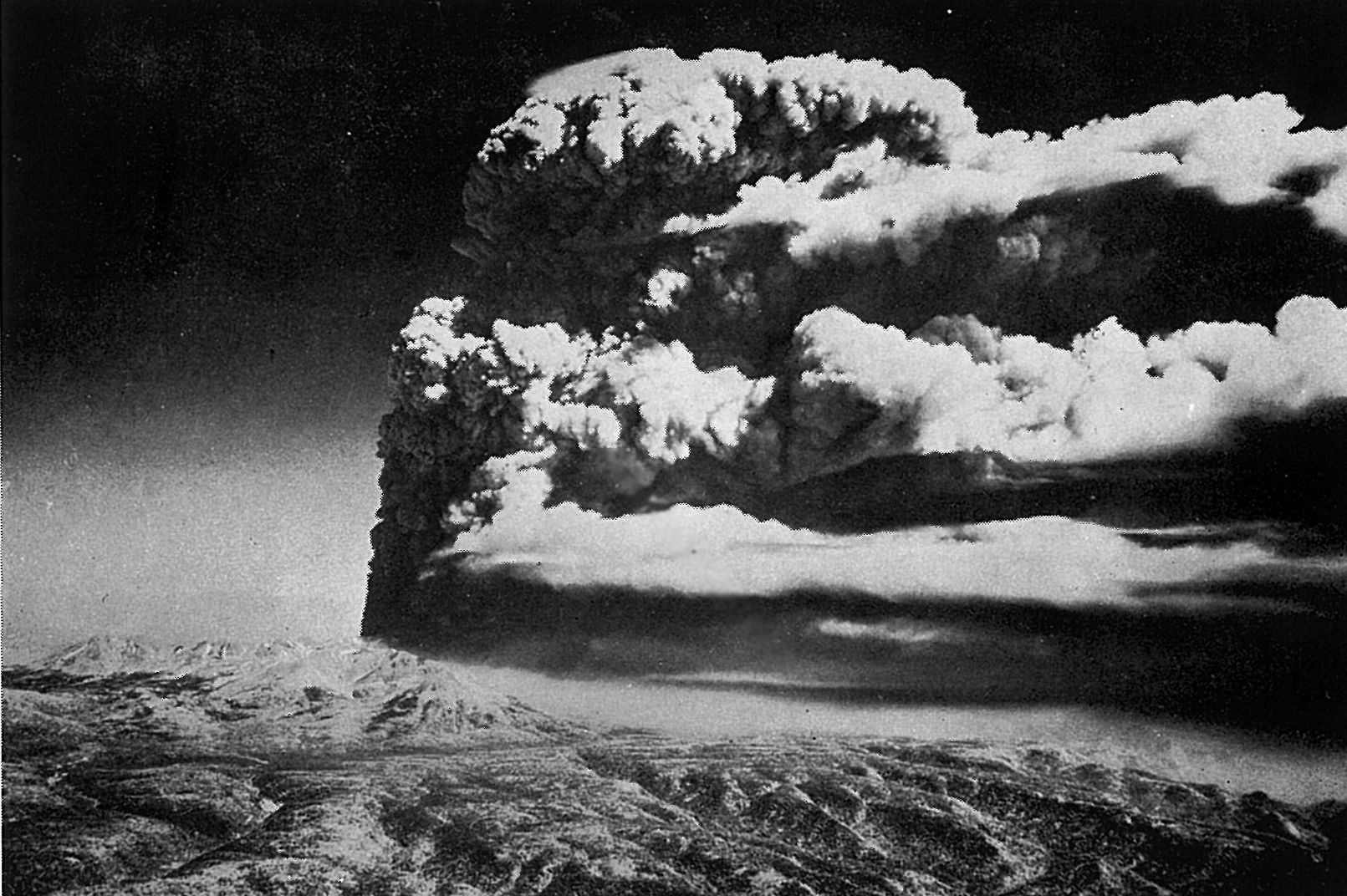
Vue aérienne de l'éruption de 1962.

Depuis la première observée en 1857, le mont Tokachi est entré 18 fois en éruption, la dernière s'étant produite du 25 février au 19 avril 2004. D'autres éruptions antérieures ont été datées par les méthodes du carbone 14 et de la téphrochronologie dont celle de 1670, la seule à avoir émis des coulées de lave. Ces éruptions se traduisent généralement par des explosions d'indice d'explosivité volcanique de 1 à 2 de nature phréatique, depuis le cratère de Shin-fukako.
L'éruption du 20 novembre 1925 à septembre 1927 est l'une des plus importantes avec un indice d'explosivité volcanique de 3. Elle voit le cône volcanique s'effondrer partiellement sur le flanc occidental du volcan, donnant naissance à une importante avalanche de débris et des lahars,. Ces lahars, qui sont formés par la fonte de la neige, empruntent la vallée Hurano et parcourent vingt kilomètres en un peu moins d'une demi-heure, faisant 146 morts et détruisant 5 080 maisons. La seconde plus importante, elle aussi avec un indice d'explosivité volcanique de 3, s'est déroulée du 29 juin à septembre 1962. Un volume de 72 × 106 m3 de lave est émis et des chutes de rochers provoquent cinq morts,. Les explosions se produisent au sud du Shin-fukako et créent un nouveau cratère, siège des trois éruptions survenues ultérieurement et lieu d'émissions de fumerolles.